# سرزمین‌های فرادریایی بریتانیا
سرزمین‌های فرادریایی بریتانیا (به انگلیسی: British Overseas Territories) مجموعه‌ای از ۱۴ قلمرو است که تحت سرپرستی بریتانیا قرار دارد. مساحت این ۱۴ سرزمین مجموعاً ۱۷۰۰۰ کیلومترمربع و جمعیت آن‌ها ۲۶۰٬۰۰۰ نفر تخمین زده شده‌است. این چهارده سرزمین، باقی‌مانده‌های امپراتوری بریتانیا هستند که یا هنوز به استقلال نرسیده‌اند، یا به باقی‌ماندن به عنوان بخشی از بریتانیا رأی آری داده‌اند. این سرزمین‌ها جزوی از پادشاهی متحده نیستند و به استثنای جبل‌الطارق، هیچ‌کدام بخشی از اتحادیه اروپا نیستند. اکثر سرزمین‌هایی که در آن سکونت وجود دارد حکومت‌های خودمختاری دارند و پادشاهی متحده مسئول دفاع و روابط خارجی است. همه آنها پادشاه بریتانیا چارلز سوم را به عنوان رئیس کشور به رسمیت می‌شناسند.
نام «سرزمین‌های فرادریایی بریتانیا» از قانون سال ۲۰۰۲ میلادی سرچشمه می‌گیرد. این نام، جایگزین نام «سرزمین‌های وابسته بریتانیا» شد، که توسط قانون ملیت ۱۹۸۱ بریتانیا معرفی شده‌بود. پیش از ۱۹۸۱ میلادی، این سرزمین‌ها، مستعمره‌های تاج شناخته می‌شدند.

## فهرست سرزمین‌های برون‌مرزی بریتانیا
1. آکراتاری و داکیلیا
2. آنگویلا
3. برمودا
4. قلمرو جنوبگان بریتانیا
5. قلمرو اقیانوس هند بریتانیا
6. جزایر ویرجین بریتانیا
7. جزایر کیمن
8. جزایر فالکلند
9. جبل‌الطارق
10. مونتسرات
11. جزایر پیت‌کرن
12. جورجیای جنوبی و جزایر ساندویچ جنوبی
13. جزایر تورکس و کایکوس
14. سنت هلنا، اسنشن و تریستان دا کونا
  1.  سینت هلینا
  2.  اسنشن
  3.  تریستان دا کونا[۳][۴]

## نگارخانه

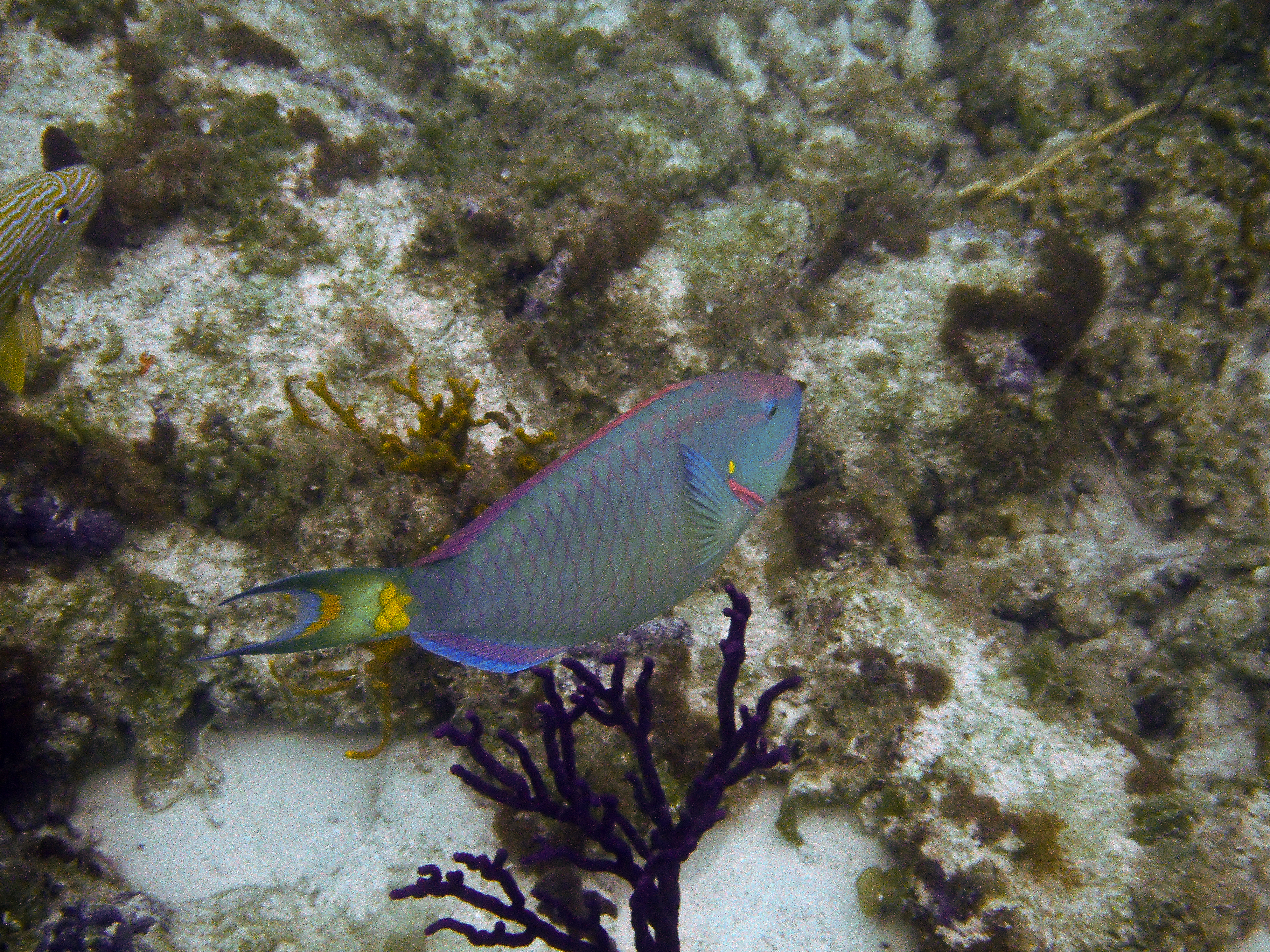
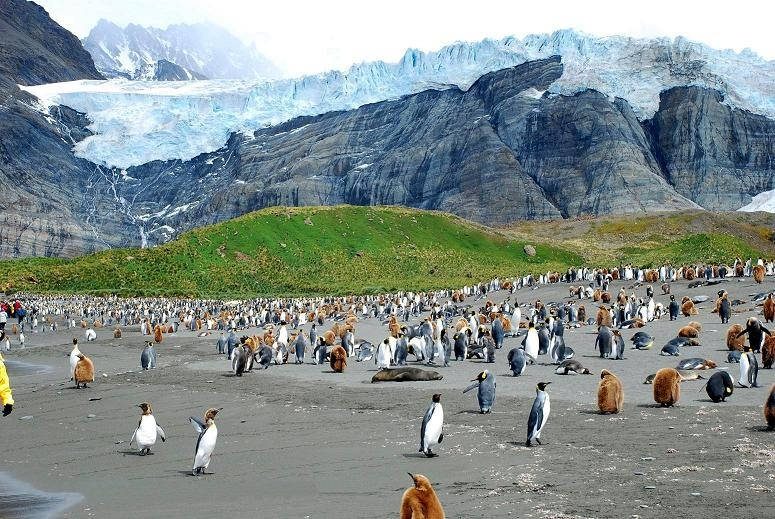
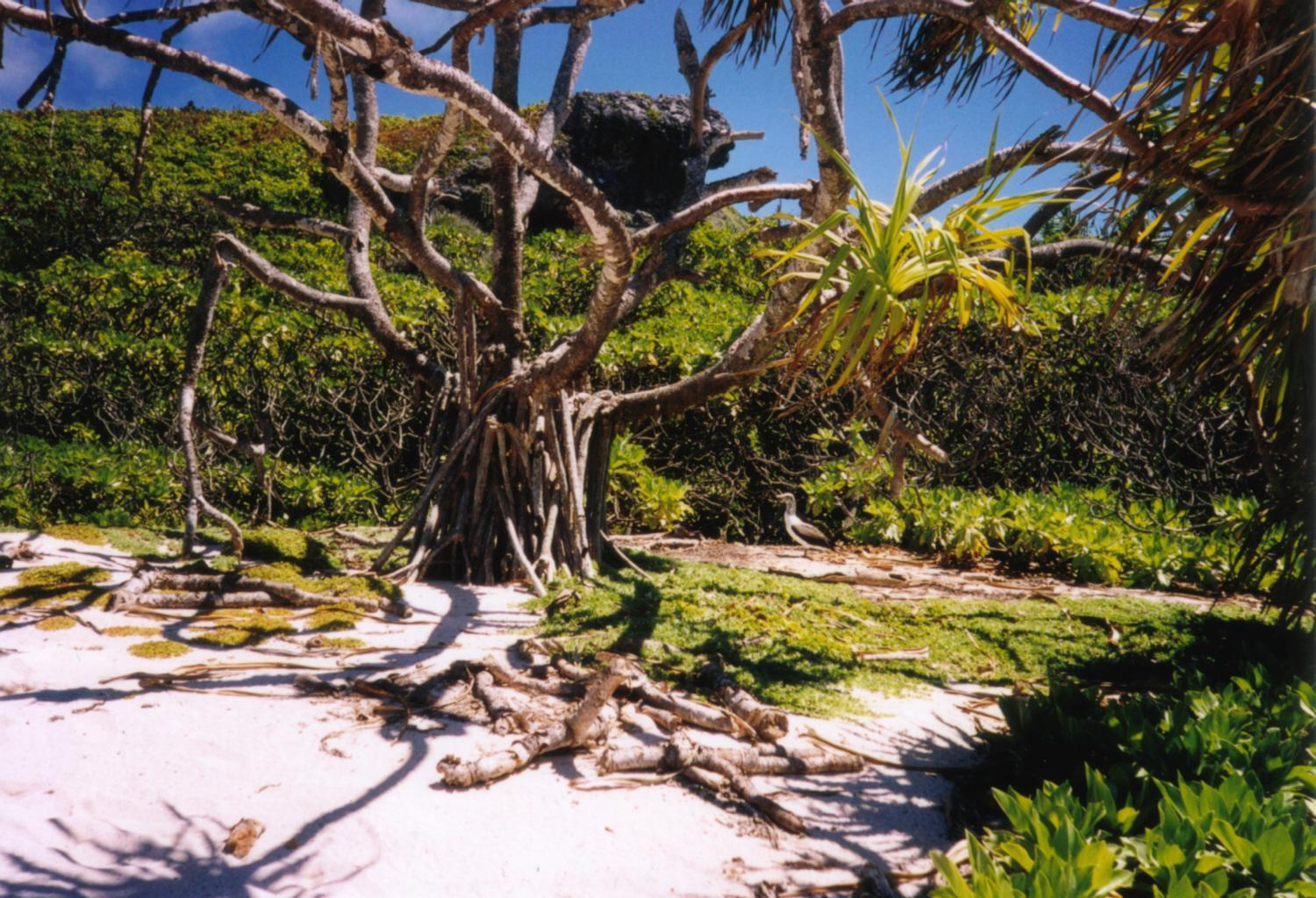
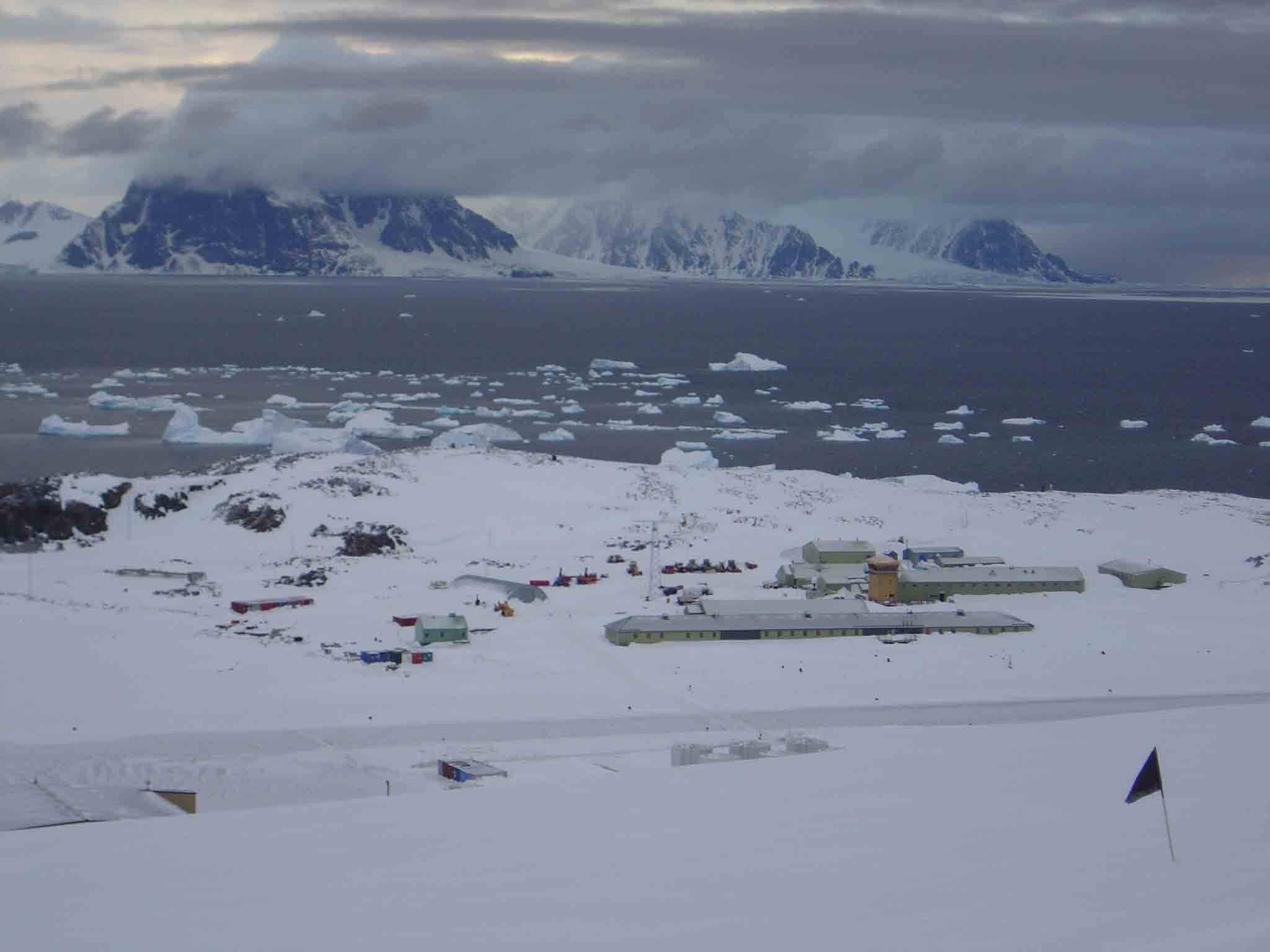